# Hellier (Stradivarius)

Le Stradivarius Hellier datant d'environ 1679 est un violon fabriqué par Antonio Stradivari de Crémone, en Italie. Il tire son nom de la famille Hellier, qui pourrait bien avoir acheté directement cet instrument au luthier lui-même.
La liste des propriétaires du Stradivarius Hellier a une histoire compliquée. L'instrument semble avoir été en possession de la famille Hellier depuis le début du XVIIIe siècle. Sir Samuel Hellier, High Sheriff of Staffordshire (en) (1745-1749), a apporté le violon en Angleterre, et à la suite de divers testaments, l'instrument est resté dans la famille jusqu'en 1880.
En 1880, le Hellier a été vendu par le colonel Shaw-Hellier, commandant de l'École Militaire Royale de Musique, à George Crompton de Manchester, qui, en 1885, l'a vendu à la firme W.E. Hill & Sons (en), au nom du Dr Charles Oldham de Brighton, un médecin au réel talent de violoniste. Shaw-Hellier a racheté le violon en 1890. À sa mort en 1910, son neveu a vendu le violon qui est revenu à la firme Hill, qui à son tour l'a vendu à Bondy Oscar de Vienne. Bondy l'a conservé jusqu'en 1925, quand il l'a vendu aux Hills pour 5 000 £. Hill l'a ensuite vendu à H. E. Morris, de Newmarket, anciennement rédacteur en chef du Changhai Daily News. À sa mort en 1944, le violon a été vendu à Rembert Wurlitzer, le célèbre marchand de violons de New York, encore une fois grâce à la firme Hill.
En 1956, Wurlitzer a vendu le violon à Henry Hottinger de New York, qui l'a ensuite vendu à la fille de Wurlitzer en 1965. Elle l'a gardé jusqu'en 1979, quand elle l'a vendu à Thomas M. Roberts de Memphis, grâce à un autre courtier, Alfredo Halegua de la Washington, D.C. Violin Gallery. En 1998, Roberts a vendu le violon par l'intermédiaire de Halegua au Dr Herbert R. Axelrod, ichthyologue, plus tard emprisonné pour fraude fiscale.
A. Philips Hill a appelé ce violon « un des plus beaux Stradivari existant ». Il a été prêté à la Smithsonian Institution de 1998 jusqu'en 2003. Aujourd'hui, le violon a été confié à la Fondation Stradivari de Crémone dans le cadre de son projet « Amis de Stradivari » et est exposé au Museo del violino de Crémone.